# Стејердорф
Стејердорф (рум. Steierdorf, у преводу на српски: Штајерско Село) насеље је у Румунији у жупанији Караш-Северин у граду Анина. Oпштина се налази на надморској висини од 631 m.

## Историја
По "Румунској енциклопедији" место се помиње 1773. године. Рудници угља, најбогатије налазиште у Банату откривено је 1780. године. Ту се у 19. веку развила жељезара и отворени рудкопи гвоздене руде и угља, што је довело до колонизације, пре свега Немаца из Чешке.

## Становништво
Према подацима из 2002. године у насељу је живело 2424 становника.

### Попис2002.
| Расподела становништва по националности 2002.‍ | Расподела становништва по националности 2002.‍ | Расподела становништва по националности 2002.‍ | Расподела становништва по националности 2002.‍ | Расподела становништва по националности 2002.‍ |
| --------------------------------------------- | --------------------------------------------- | --------------------------------------------- | --------------------------------------------- | --------------------------------------------- |
|                                               |                                               |                                               |                                               |                                               |
| Румуни                                        | Румуни                                        |                                               | 1.973                                         | 81,7%                                         |
| Мађари                                        | Мађари                                        |                                               | 67                                            | 2,8%                                          |
| Немци                                         | Немци                                         |                                               | 361                                           | 15,0%                                         |
| Хрвати                                        | Хрвати                                        |                                               | 5                                             | 0,2%                                          |
| Чеси                                          | Чеси                                          |                                               | 8                                             | 0,3%                                          |

### Попис1910.
За језички и верски састав становништва на попису 1910. године погледати под: Анина.

## Историја
Насеље је настало поделом некадашњег насеља Штајерлаканина (мађ. Stájerlakanina) на два нова самостална насеља: Анина и Стејердорф.